# Begonia griffithiana
Espèce
Synonymes
- Begonia episcopalis C.B.Clarke[1]
- Mezierea griffithiana A.DC.[2] et [1]

Begonia griffithiana est une espèce de plantes de la famille des Begoniaceae. Ce bégonia est originaire d'Asie du Sud. L'espèce fait partie de la section Monopteron. Elle a été décrite en 1859 sous le basionyme de Mezierea griffithiana par Alphonse Pyrame de Candolle (1806-1893), puis elle a été recombinée dans le genre Begonia en 1894 par Otto Warburg (1859-1938). L'épithète spécifique griffithiana signifie « de Griffith », en hommage au botaniste britannique William Griffith, récolteur des spécimens dans l'Himalaya en 1838,.

## Répartition géographique
Cette espèce est originaire des pays suivants : Bhoutan ; Inde.